# Servigny-lès-Raville

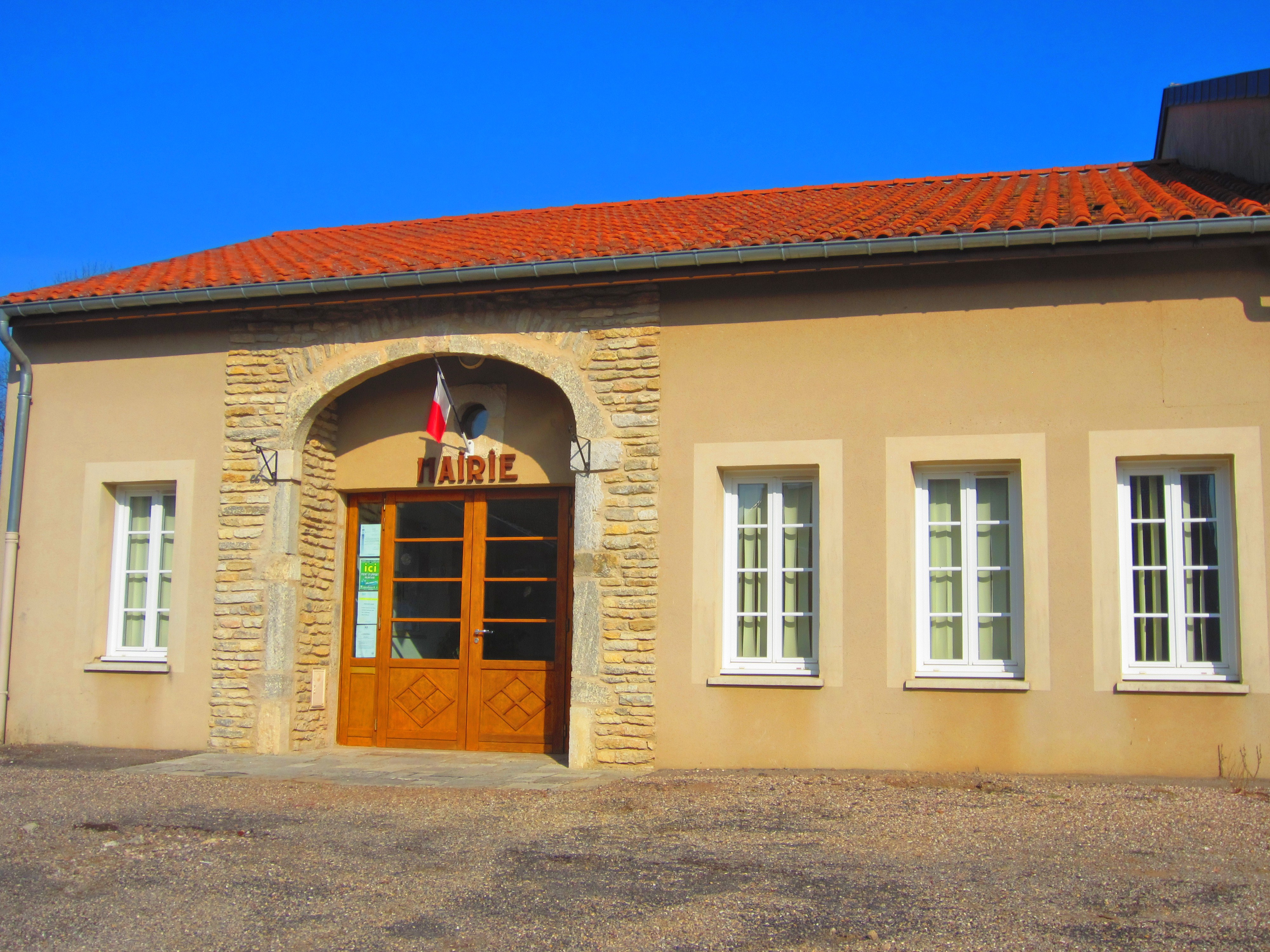
Rathaus (Mairie)

Servigny-lès-Raville (deutsch Silbernachen, früher auch Servigny bei Rollingen) ist eine französische Gemeinde mit 487 Einwohnern (Stand 1. Januar 2022) im Département Moselle in der Region Grand Est (bis 2015 Lothringen). Sie gehört zum Arrondissement Metz.

## Geographie
Servigny-lès-Raville liegt etwa 20 Kilometer östlich von Metz und sieben Kilometer östlich von Pange auf einer Höhe zwischen 229 und 344 m über dem Meeresspiegel, die mittlere Höhe beträgt 300 m. Das Gemeindegebiet umfasst 14,2 km².
Zur Gemeinde Servigny-lès-Raville gehört auch der 1812 eingemeindete Ortsteil Frécourt (Friedrichshofen).

## Geschichte
Der Ort gehörte früher zur luxemburgischen Herrschaft Rollingen. Im Nordwesten der Gemarkung befinden sich Ruinenreste des alten Schlosses Moreville, das zur Zeit Ludwigs XIII. verlassen wurde.
Auf dem Gemeindewappen stehen die Sparren für das Saulnois, einem Teil des Metzer Landes, zu dem Servigny gehört; das Andreaskreuz ist das Attribut des Heiligen Andreas, des Schutzpatrons der Gemeinde.
Durch den Frankfurter Frieden vom 10. Mai 1871 kam die Region an Deutschland und das Dorf wurde dem Landkreis Metz im Bezirk Lothringen des Reichslandes Elsaß-Lothringen zugeordnet. Die Dorfbewohner sprachen Lothringer Patois betrieben Getreide- und Weinbau und nutzten den örtlichen Steinbruch als Erwerbsquelle.
Nach dem Ersten Weltkrieg musste die Region aufgrund der Bestimmungen des Versailler Vertrags 1919 an Frankreich abgetreten werden. Im Zweiten Weltkrieg war die Region von der deutschen Wehrmacht besetzt und stand unter deutscher Verwaltung.
Der deutsche Ortsname Silbernachen geht auf eine lothringische Mundartform des französischen Ortsnamens zurück.
Von 1871 bis 1919 und von 1940 bis 1944 war Silbernachen der amtliche Ortsname.

### Bevölkerungsentwicklung
| Jahr      | 1962 | 1968 | 1975 | 1982 | 1990 | 1999 | 2007 | 2019 |
| Einwohner | 247  | 258  | 266  | 294  | 347  | 343  | 353  | 493  |

## Kultur und Sehenswürdigkeiten

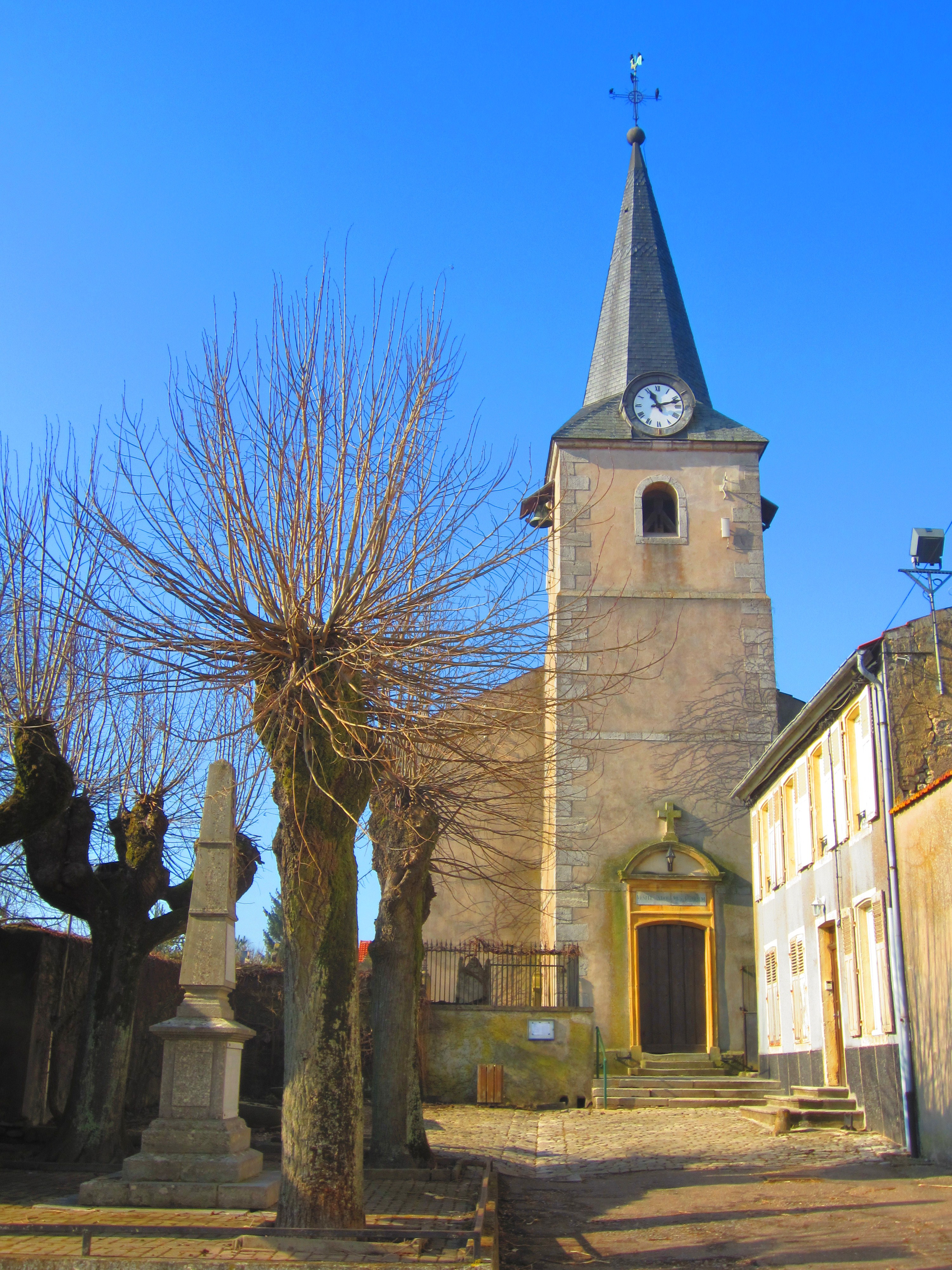
Kirche St. André
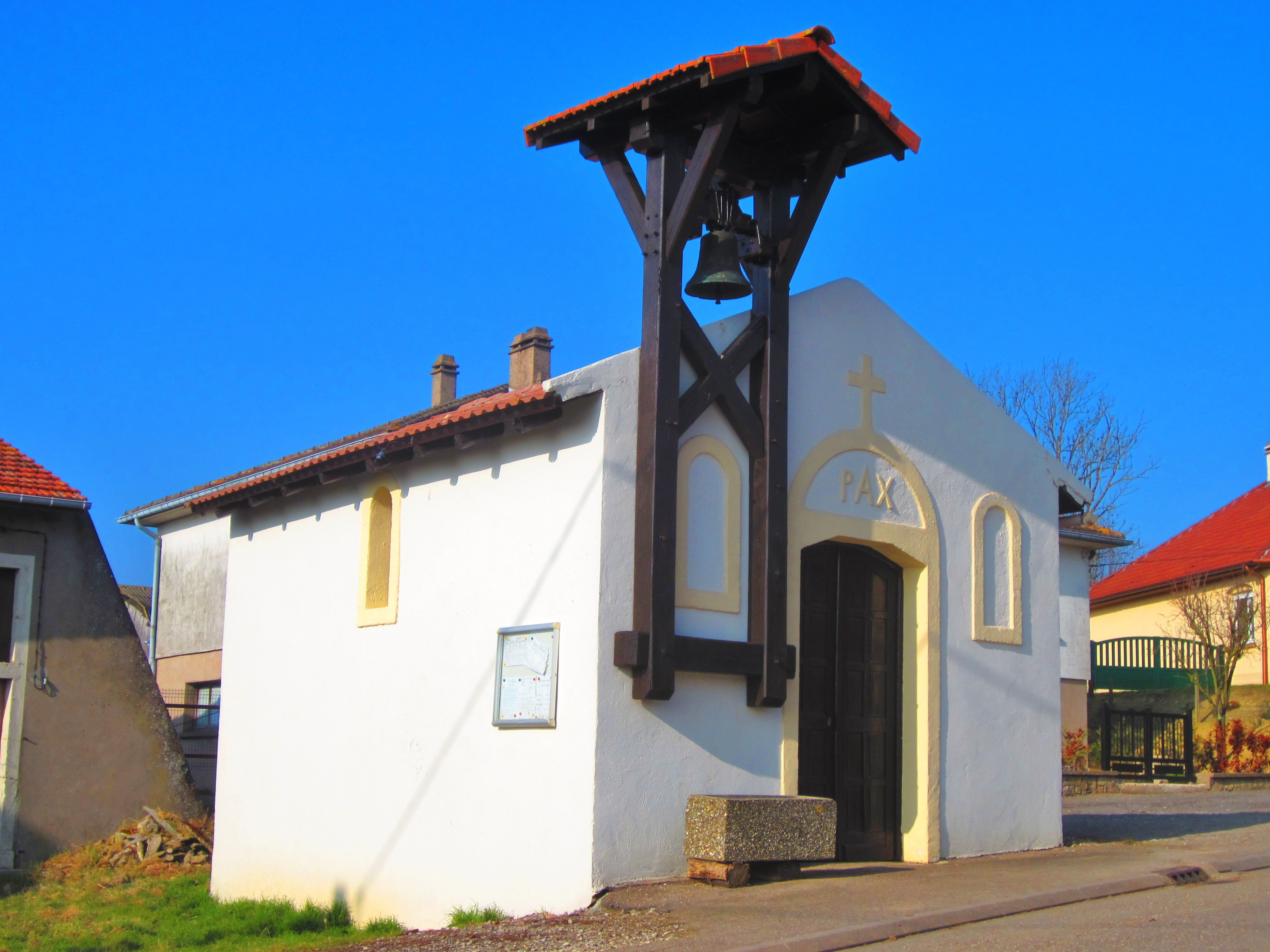
Kapelle Frécourt

## Belege
1. ↑  Ernest de Bouteiller: Dictionnaire topographique de l'ancien département de la Moselle comprenant les noms de lieu anciens et modernes; rédigé en 1868 sous les auspices de la Société d'archéologie et d'histoire de la Moselle. Paris Imprimerie Nationale, 1874, S. 90 (archive.org [abgerufen am 16. Juni 2024]).
2. 1 2  Eugen H. Th. Huhn: Deutsch-Lothringen. Landes-, Volks- und Ortskunde, Stuttgart 1875, S. 295 (google.books.de).
3. ↑  Wappenbeschreibung auf genealogie-lorraine.fr (französisch)
4. ↑  Constant This: Die deutsch-französische Sprachgrenze in Lothringen. Heitz & Mündel, Straßburg 1887, S. 16.
5. ↑  Johann H. Albers: Die Kaiserliche Besitzung Urville in Lothringen. Verlag von G. Scriba, Metz 1894, S. 7.